# Wohn- und Geschäftshaus Meißner Straße 279 (Radebeul)
Das Wohn- und Geschäftshaus Meißner Straße 279 liegt im Stadtteil Kötzschenbroda der sächsischen Stadt Radebeul. Das Eckhaus bildet eines der vier denkmalgeschützten Häuser an der Kreuzung der Meißner Straße mit der Bahnhofstraße nach Süden und der Moritzburger Straße nach Norden. Diese Kreuzung war zu DDR-Zeiten als Straßenzug denkmalgeschützt.

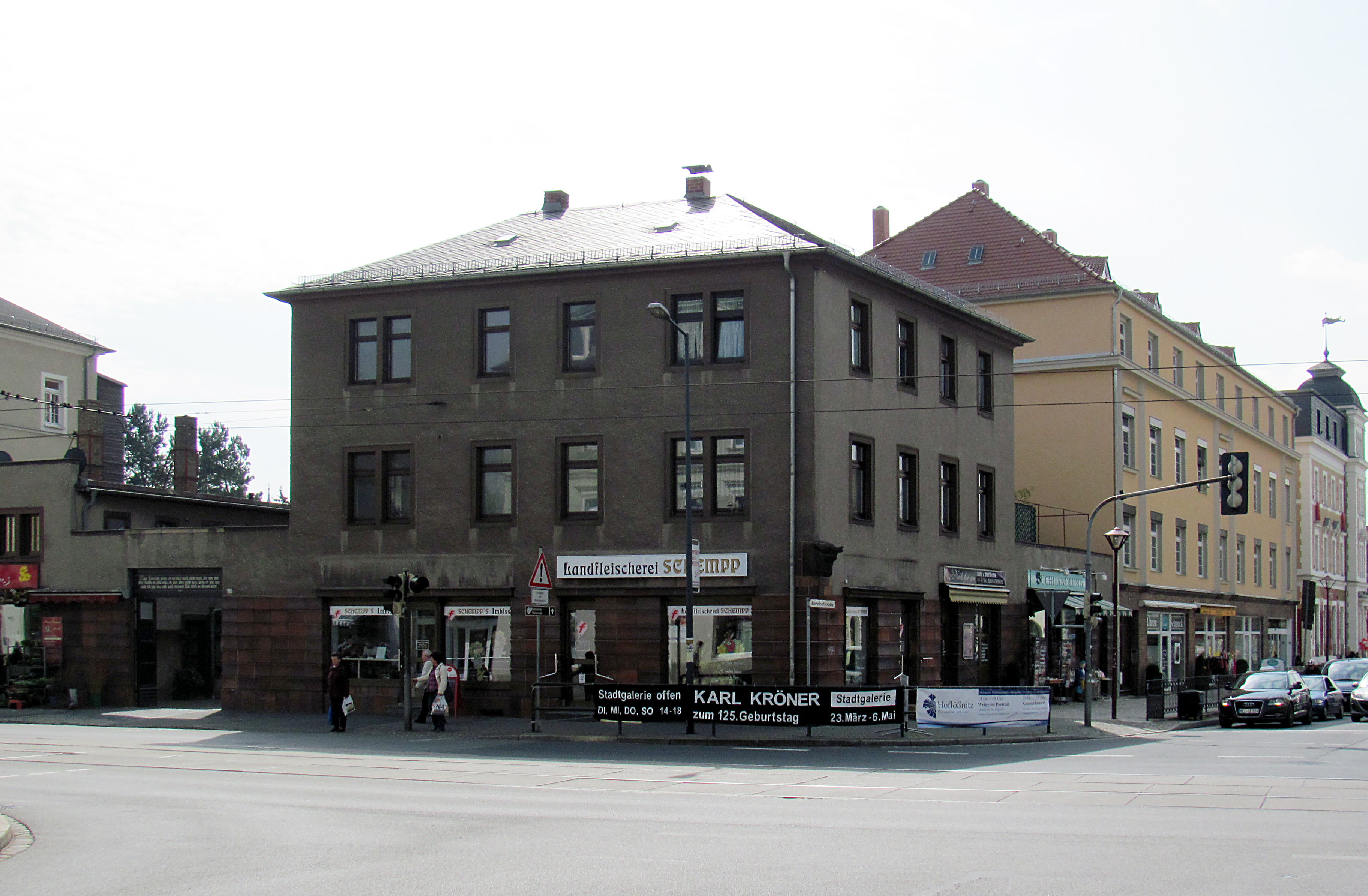
Wohn- und Geschäftshaus Meißner Straße 279, rechts daneben die ebenfalls denkmalgeschützten Häuser Bahnhofstraße 12 und 12b

## Beschreibung

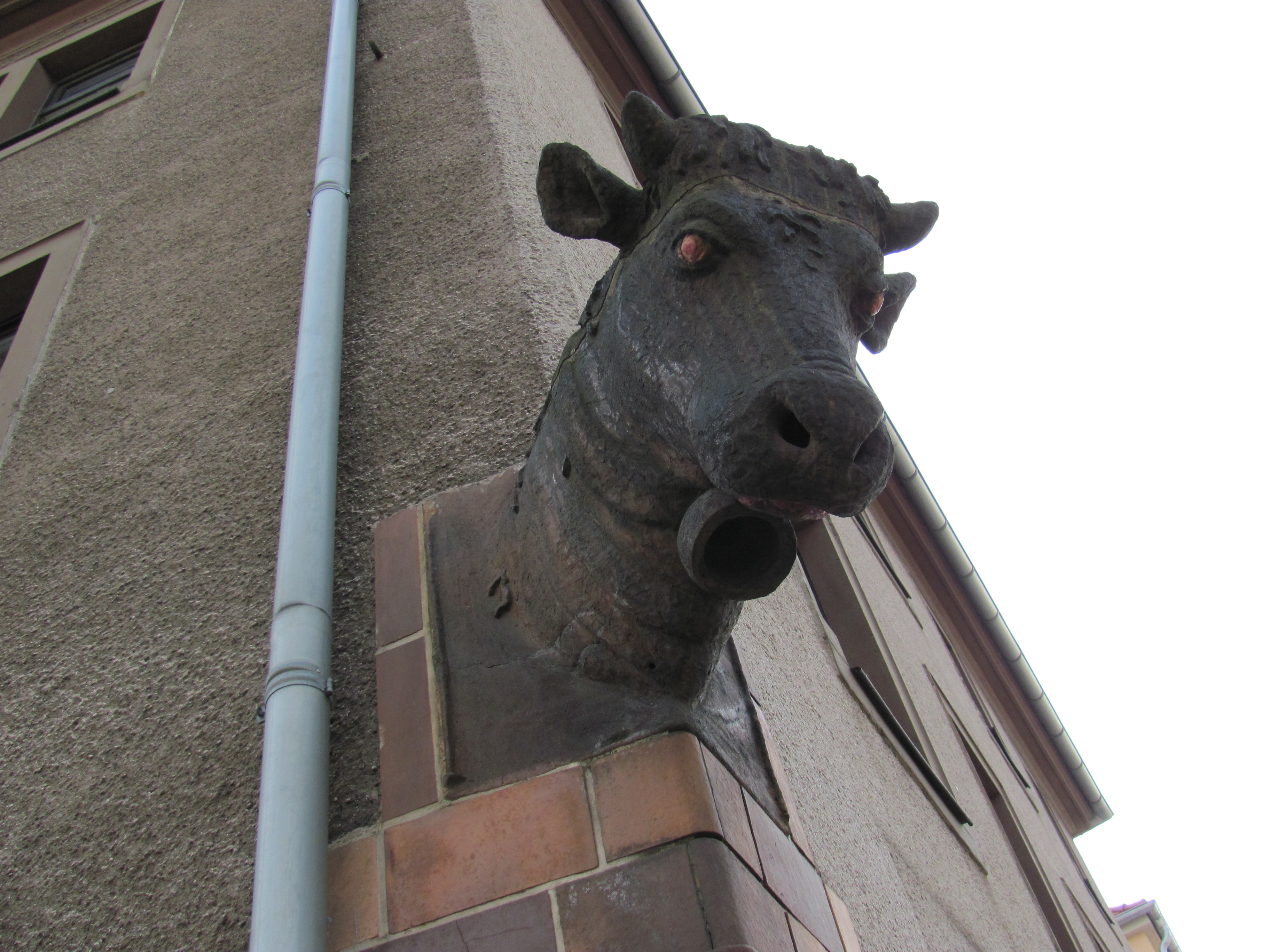
Ochsenkopf an der Kreuzungsecke

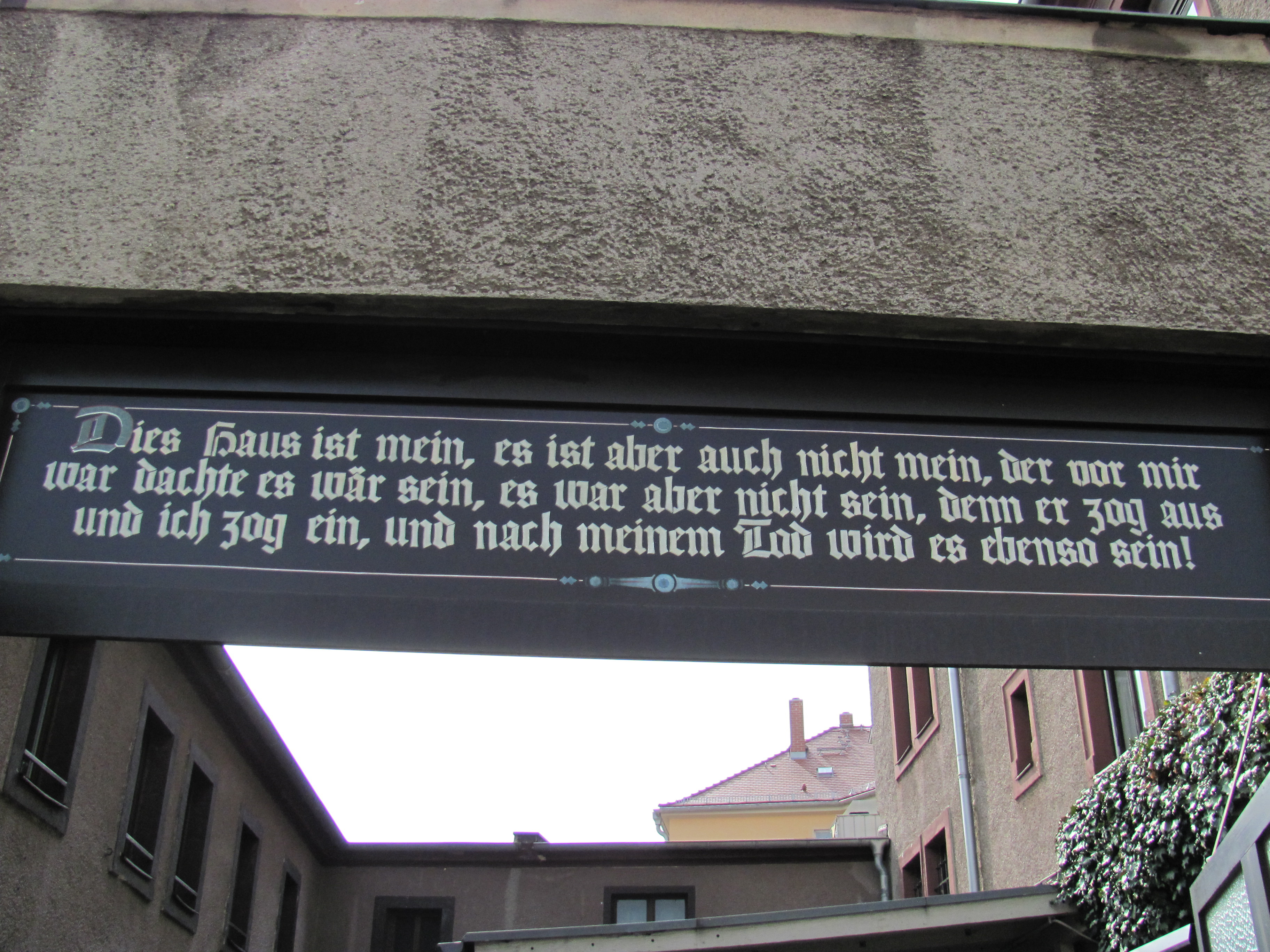
Sinnspruch über der Hofeinfahrt

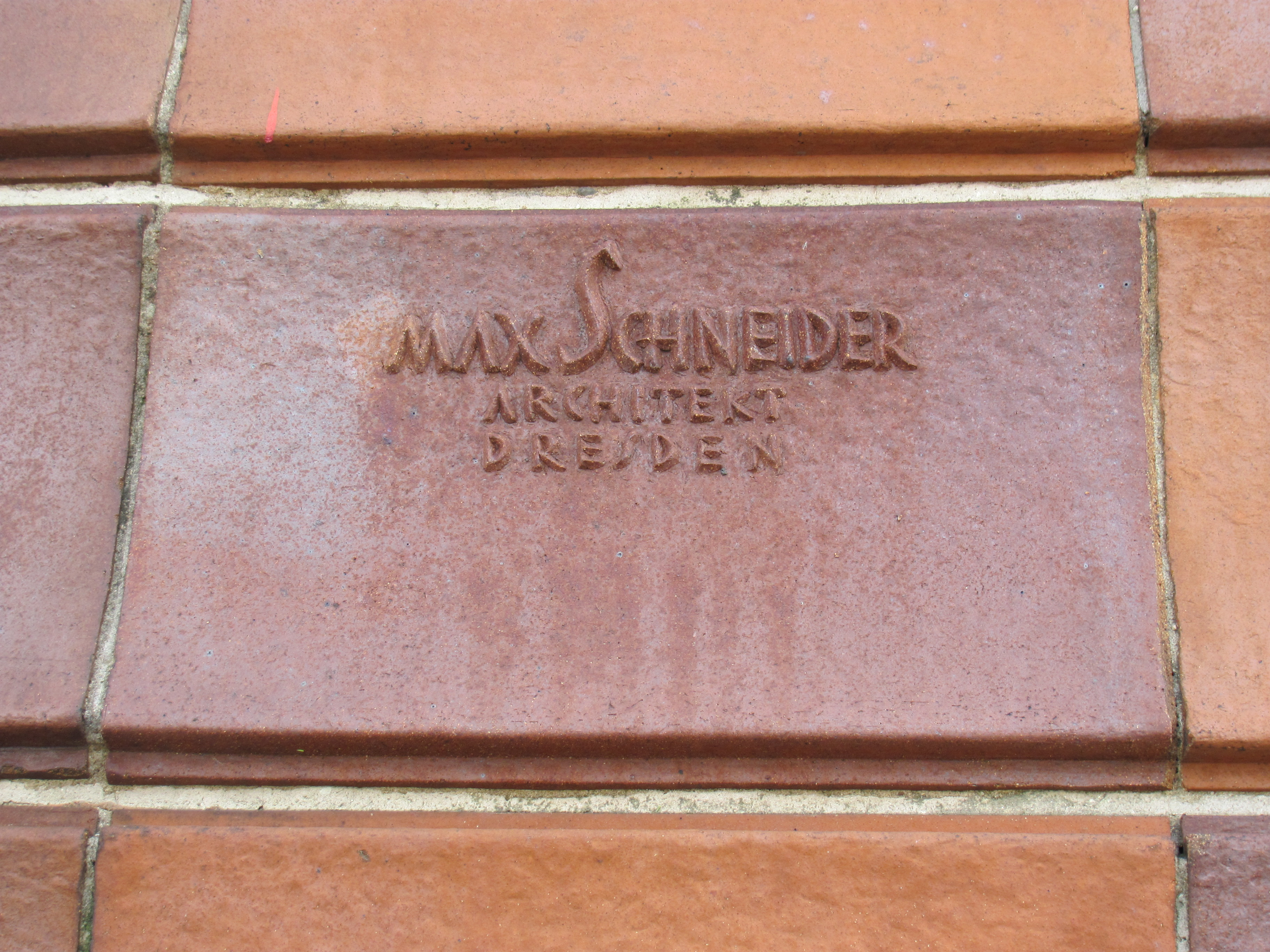
Architektenname an der Fassade

Das unter Denkmalschutz stehende Wohn- und Geschäftshaus liegt direkt am Bürgersteig der Bahnhofstraße, die davor beginnt sich abzusenken, um unter der Eisenbahnbrücke die südlich liegenden Gleise der Bahnstrecke Leipzig–Dresden zu unterqueren.
Das dreigeschossige Gebäude mit Laden-Erdgeschoss stellt sich nach dem Umbau als „betont kubischer Bau [mit] rhythmisiert angeordnete[n] sechs Fensterachsen“ in der Ansicht zur Meißner Straße sowie „vier gleichförmig gereihte[n]“ Achsen in der Bahnhofstraße. Den kubischen Eindruck unterstützt das flache, schiefergedeckte Walmdach. Den Zwischenraum zum Haus Bahnhofstraße 12 füllt ein erdgeschosshoher Ladenanbau im gleichen Fassadenstil wie das Eckhaus. An der Meißner Straße folgt eine erdgeschosshohe Wand mit einer Toreinfahrt, über der ein Spruch angebracht ist; dann folgt ein kleineres Nebengebäude.
Die Erdgeschossfassade wird geprägt durch eine „stark horizontal akzentuierte keramische Verkleidung“. Die Ochsenkopfplastik an der Gebäudekante zur Kreuzung besteht aus einer wie die Fassade gefärbten Keramik. Die beiden Obergeschosse sind schlicht verputzt, die Fenster werden von einfachen Fensterrahmungen eingefasst.
Über der Toreinfahrt an der Meißner Straße hängt der Sinnspruch:

„Dies Haus ist mein, es ist aber auch nicht mein, der vor mir
war dachte es wär sein, es war aber nicht sein, denn er zog aus
und ich zog ein, und nach meinem Tod wird es ebenso sein!“

## Geschichte
Das Eckhaus entstand um 1880. Die Fassaden waren historistisch, die Fenster wurden durch Verdachungen geschützt.
Um 1928 ließ sich der Fleischermeister Arthur Peschel sein Gebäude umstilisieren; die Pläne dazu stammten von dem Architekten Max Schneider, der auch das Nachbargebäude Bahnhofstraße 12 entwarf. Bei dem heute das Aussehen bestimmenden Umbau  wurde vor allem die Fassade stark verändert; prägend ist die Erdgeschossverkleidung sowie der an der Ecke angebrachte Ochsenkopf.

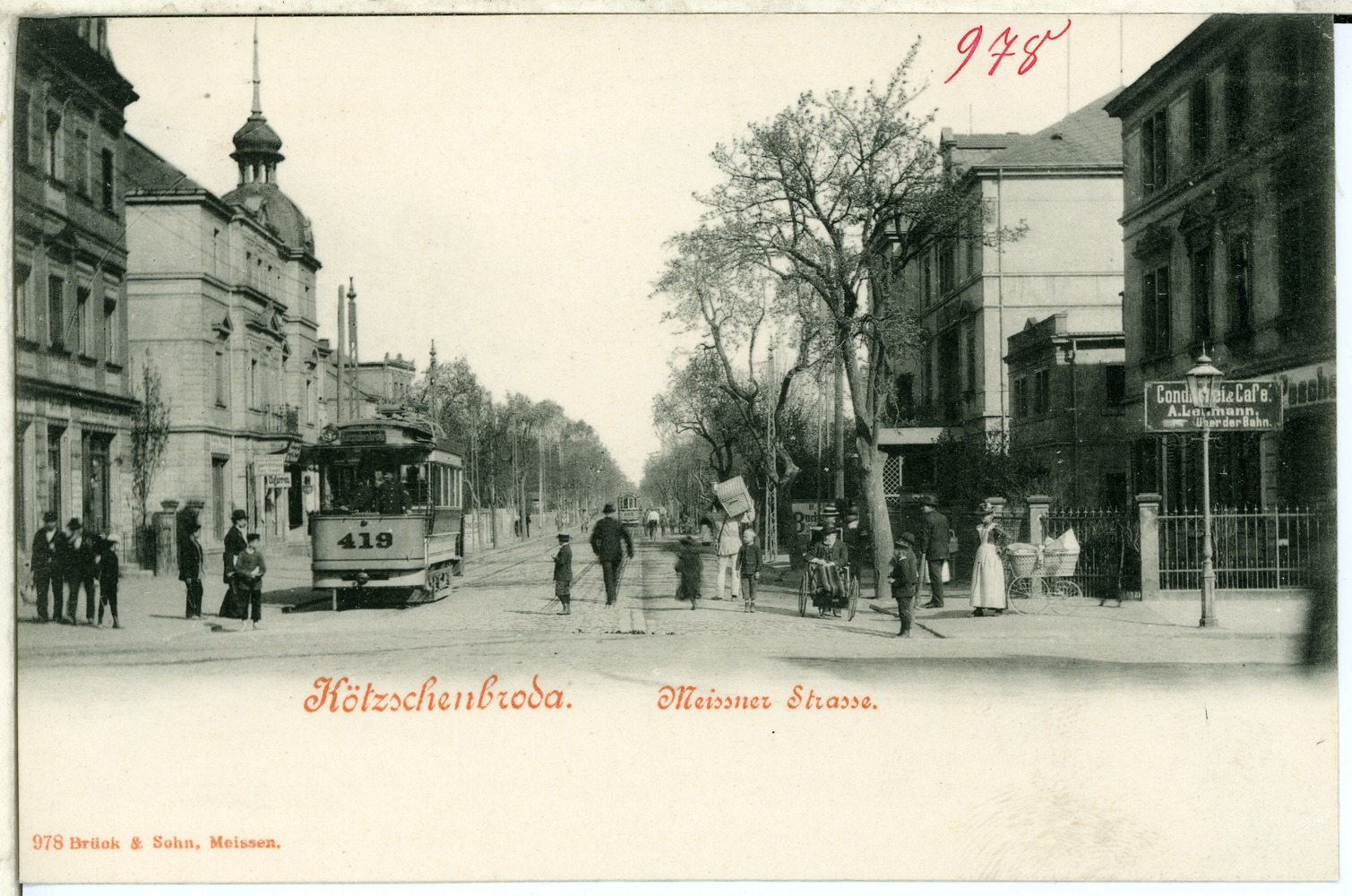
Lößnitzbahn in Kötzschenbroda, Meißner Straße (1901): Am Eckhaus rechts (noch mit Vorgarten, heute Nr. 279) geht es zum Bahnhof Kötzschenbroda. An der Fassade steht schon der Name Peschel
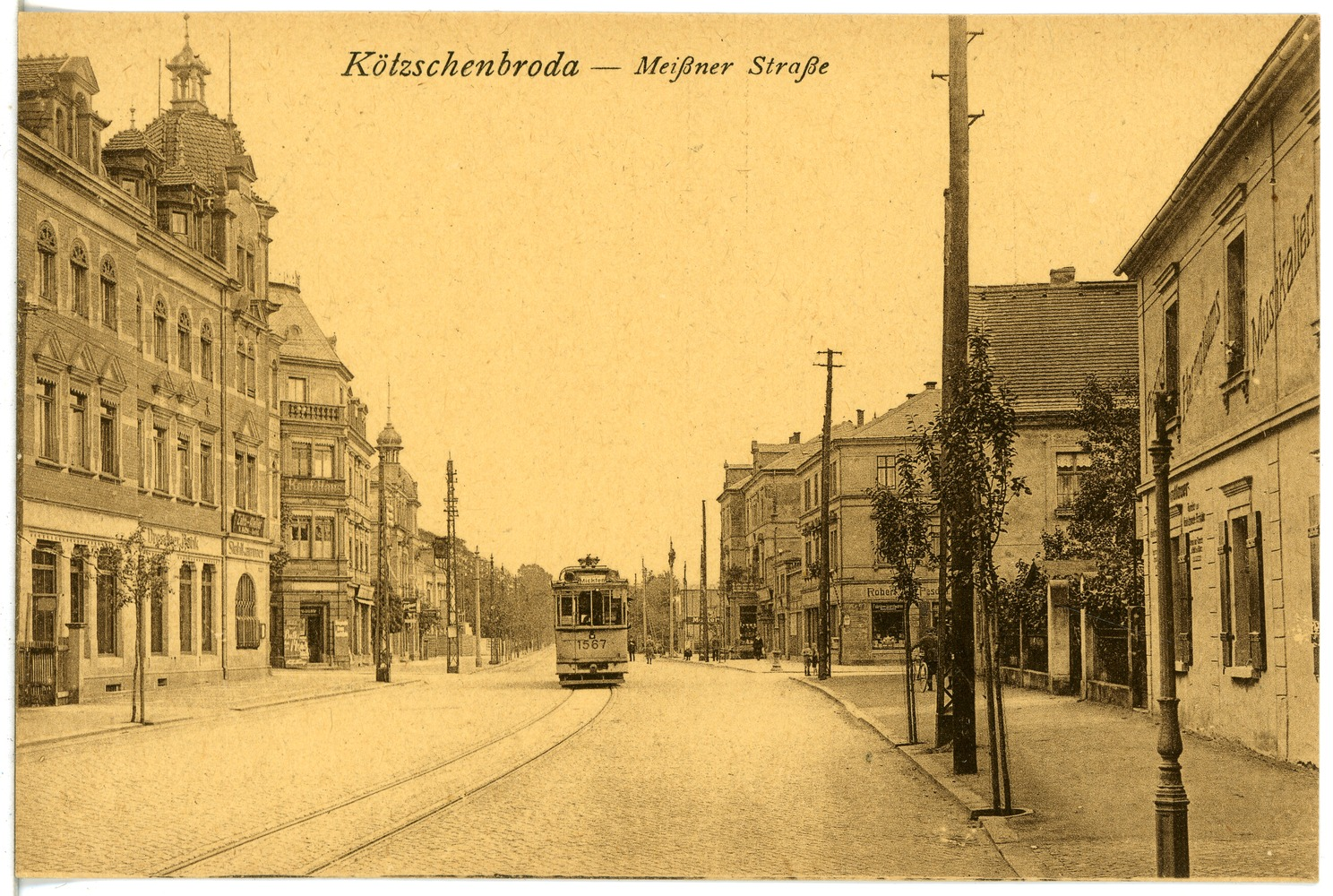
Nr. 279 rechts neben der Straßenbahn (1922); der Vorgarten ist verschwunden, das niedrige Nebengebäude ist durch eine Hofeinfahrt verbunden.
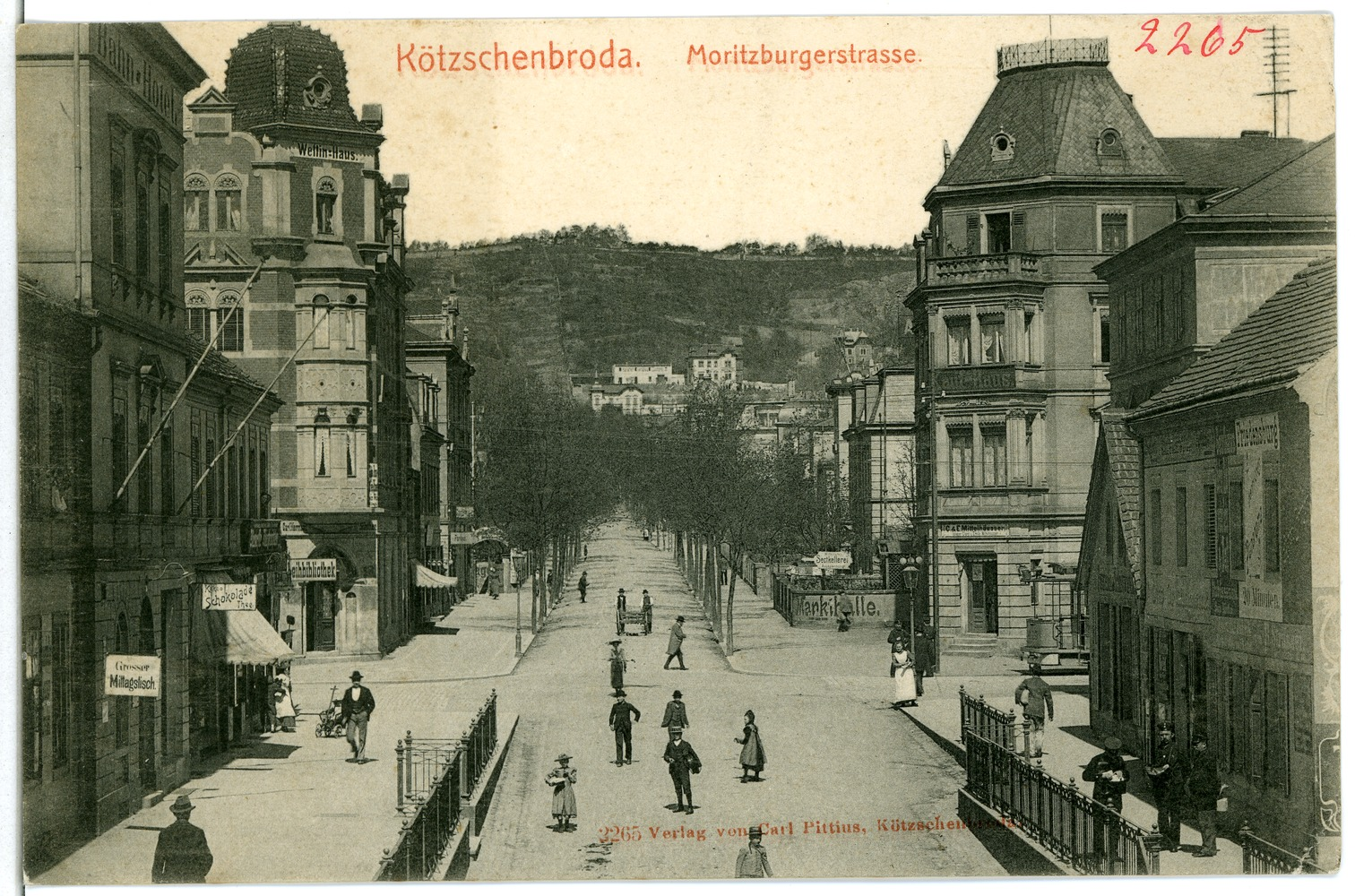
Das eingeschossige Nachbarhaus (1902) mit Satteldach rechts an der Bahnhofstraße wird später ein Ladenanbau mit Terrasse